# 贝尔福尔泰蒙费拉托
贝尔福尔泰蒙费拉托（義大利語：Belforte Monferrato），是意大利亚历山德里亚省的一个市镇。总面积8.78平方公里，人口468人，人口密度53.3人/平方公里（2009年）。ISTAT代码为006014。